# Prionyx subfuscatus
Prionyx subfuscatus är en biart som först beskrevs av Anders Gustav Dahlbom 1845.  Prionyx subfuscatus ingår i släktet Prionyx och familjen grävsteklar.

## Underarter
Arten delas in i följande underarter:
- P. s. albovillosulus
- P. s. rhodesianum
- P. s. rukwaensis
- P. s. subfuscatus